# Radio Margeride
Pour les articles homonymes, voir Margeride (homonymie).
Radio Margeride est une radio française du sud du Massif central émettant depuis le département de la Lozère. Son nom vient de la région naturelle de la Margeride.

## Historique
Elle a été créée en 1982 par Jacques Viala et Roland Jalbert. Son programme musical est essentiellement composé de musiques folkloriques, de variétés françaises et internationales.
En 2020, pendant la période de confinement imposée en raison de la pandémie du Covid-19, qui s'est traduit par une vigilance particulière et un isolement familial des résidents des établissements d'hébergement pour personnes âgées dépendantes (EHPAD), elle a permis de maintenir un lien affectif, notamment par des dédicaces musicales, vers ces résidents. Comme les autres radios associatives en France, elle plaide pour être reconnue d'utilité publique.

## Couverture géographique
La radio, basée à Termes, dans la partie septentrionale du département de la Lozère, émet sur ce département mais aussi sur une partie de l'Aveyron, du Cantal, de la Haute-Loire et de l'Ardèche.